# Roccanova
Roccanova è un comune italiano di 1 263 abitanti della provincia di Potenza in Basilicata.

## Geografia fisica

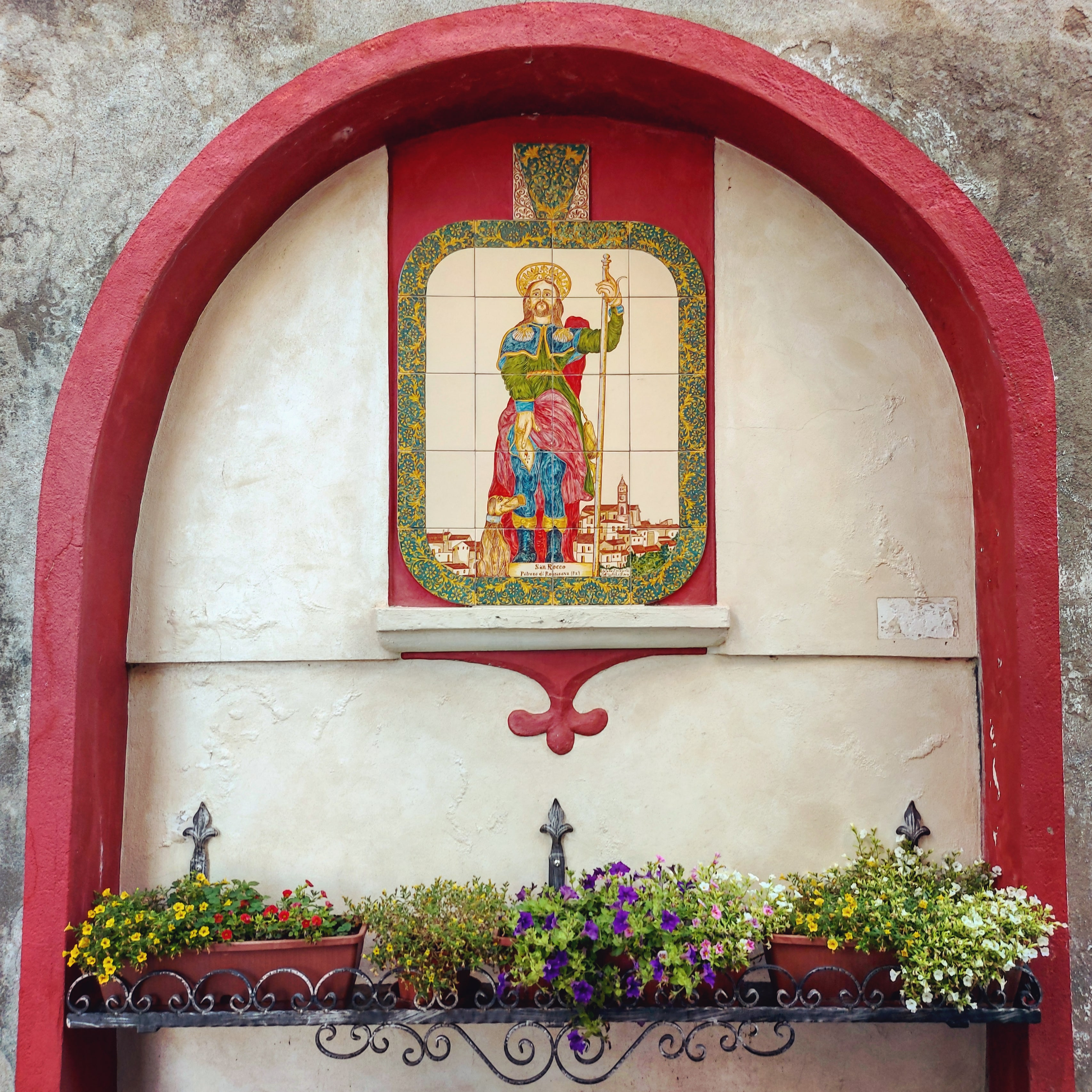
Roccanova

Sorge a 648 m s.l.m. e confina con Aliano, Castronuovo di Sant'Andrea, Chiaromonte, Gallicchio, Missanello, San Chirico Raparo, Sant'Arcangelo, Senise. Da Roccanova è possibile ammirare le valli dei fiumi Agri, Sinni e Sarmento.
Caratteristiche di questo territorio sono le cantine-grotte scavate direttamente nel tufo in cui sono posizionate grossi botti di legno utili alla produzione del vino Grottino di Roccanova DOP , grazie al quale è stata nominata dal Consorzio Enogastronomico della Basilicata "città del vino".
Di competenza comunale è il bosco Caliuvo, nel quale scorrono antiche sorgenti, come quella denominata "Acqua del Tasso". Di particolare interesse è anche il cosiddetto "Cozzo della Guardiola", un'altura panoramica che probabilmente veniva utilizzata dai briganti come punto strategico di guardia.

## Storia
Il centro abitato ha struttura medievale. Le prime notizie ufficiali riguardanti l'Universitas Roccae Novae risalgono al 1276. All'inizio del XII secolo fu feudo di Rinaldo e, successivamente, dei Della Marra, dei Carafa e dei Colonna di Stigliano, quando contava 1 765 abitanti ed era segnalata come "terra di aria buona".
Durante il terremoto del 1857 che colpì duramente la Val d'Agri, Roccanova fu tra i comuni più disastrati (si contarono 85 morti e gran parte del centro storico risultò distrutto) .

### Simboli
Lo stemma e il gonfalone sono stati concessi con decreto del presidente della Repubblica del 23 giugno 1983.
Il gonfalone è un drappo partito di bianco e d’azzurro.

## Monumenti e luoghi d'interesse

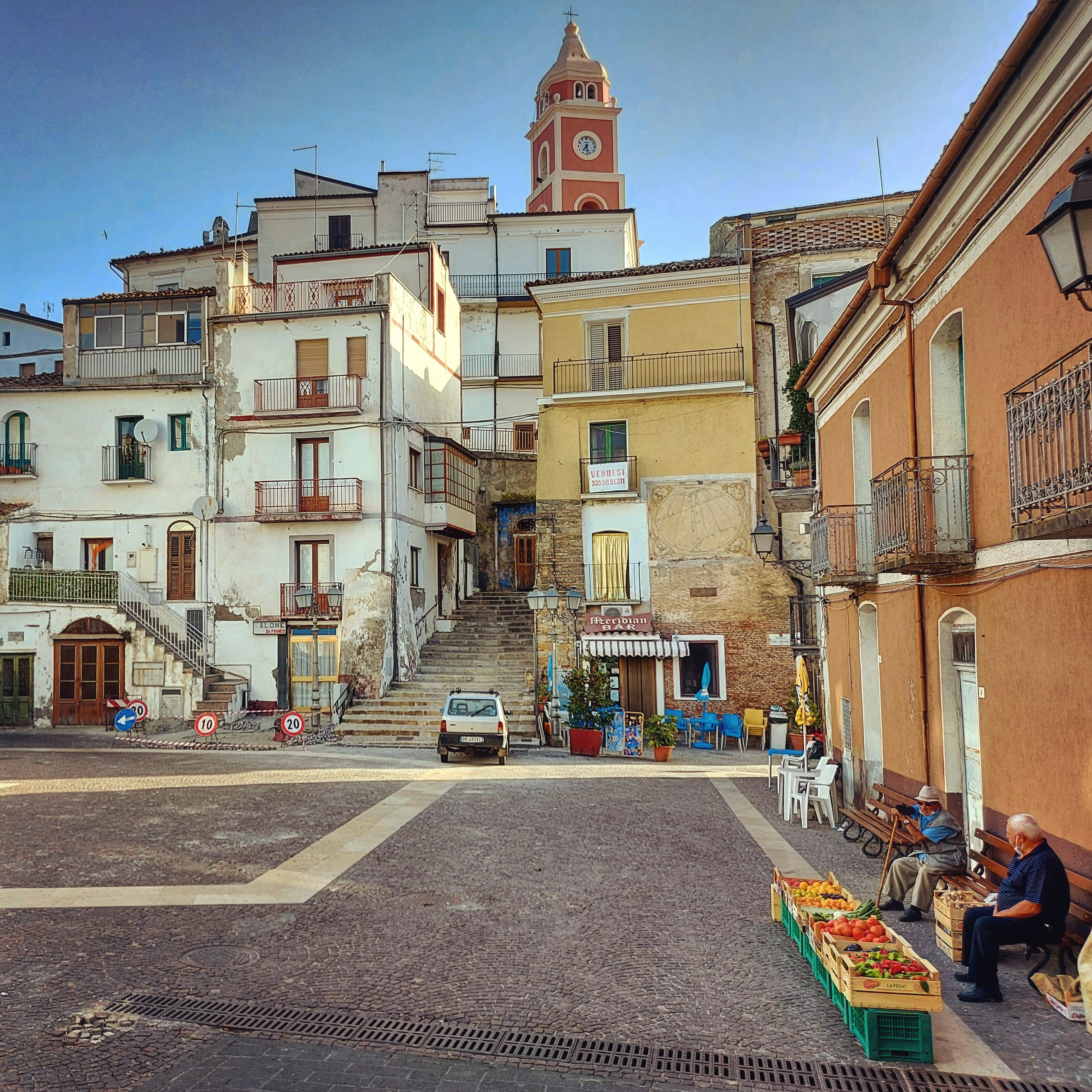
Roccanova, Piazza del Popolo

Nella parte più antica del comune sono presenti dei palazzi signorili di buona fattura, come Palazzo Fortunato e Palazzo Mendaia, sebbene in condizioni degradate, e due chiese: la chiesa di San Rocco e la chiesa di San Nicola di Bari. Quest'ultima crollò agli inizi del secolo XX a causa di un terremoto. La ricostruzione fu ultimata solo intorno al 1980, dopo aver interrotto e ripreso più volte i lavori nel corso degli anni.
Di particolare interesse l'orologio solare costruito nel 1882 in Piazza del Popolo dall'ingegnere torinese Telfi, che era stato a Roccanova nel 1864 in qualità di capitano di alcuni bersaglieri impegnati a contrastare il brigantaggio e che era tornato nel 1882 per lasciare un suo ricordo: dipinse la meridiana, tuttora funzionante, tra le più belle della Basilicata, e arricchì il quadrante con simboli zodiacali che segnano l'inizio delle stagioni.

## Società

### Evoluzione demografica
Abitanti censiti

## Cultura

### Media

#### Stampa
Nel piccolo centro della Basilicata, ci sono due periodici d'informazione: il mensile La Piazza, il trimestrale La voce della comunità.

### Eventi
L'evento più rilevante è la festa di San Rocco, il 16 agosto, la quale richiama un cospicuo numero di turisti (tra cui molti emigrati) e pellegrini da tutta Italia.

## Sport

### Calcio
La principale squadra di calcio della città è la Polisportiva Roccanova 1996 che milita nel Girone Unico del campionato regionale di Promozione. È nata nel 1996.